# Ostrožská Nová Ves

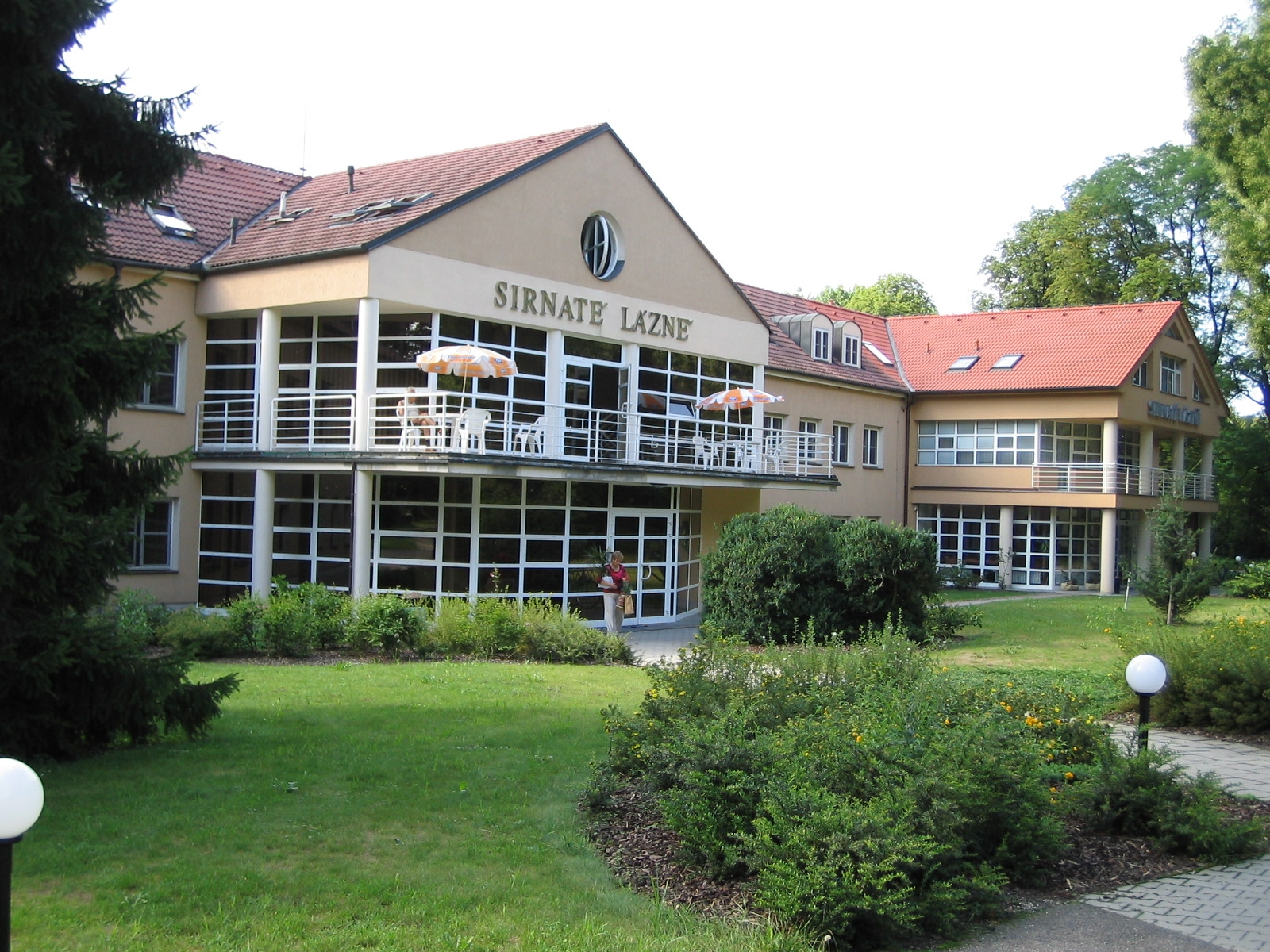
Schwefelbad Novoveské Lázně

Ostrožská Nová Ves, bis 1924 Nová Ves u Ostrohu (deutsch Neudorf) ist eine Gemeinde in Tschechien. Sie liegt vier Kilometer nordöstlich von Uherský Ostroh und gehört zum Okres Uherské Hradiště.

## Geographie
Ostrožská Nová Ves befindet sich am westlichen Fuße der Weißen Karpaten im Dolnomoravský úval (Südliches Marchbecken). Das Dorf liegt linksseitig der Marchauen am linken Ufer des Baches Petříkovec. Am westlichen Ortsrand verläuft die  Bahnstrecke Brno–Vlárský průsmyk, dahinter liegt der Baggersee Jezero. Nördlich befindet sich der Flugplatz Kunovice. Im Südosten erhebt sich die Koruny (274 m).
Nachbarorte sind Záhony im Norden, Novoveské Lázně, Kunovice, Míkovice und Veletiny im Nordosten, Vlčnov im Osten, Hluk und Ostrožská Lhota im Südosten, Chylice im Süden, Kvačice und Uherský Ostroh im Südwesten sowie Polešovice, Nedakonice und Kostelany nad Moravou im Nordwesten.

## Geschichte
Die erste schriftliche Erwähnung von Longenczyl erfolgte im Jahre 1258, als König Ottokar II. Přemysl die Güter der Stadt Nový Veligrad schenkte. Es wird angenommen, dass die Gründung des Straßendorfes zwischen 1260 und 1270 als rurales Beiwerk von Nový Veligrad erfolgte. Im Jahre 1301 wurde das Dorf als Langcile, 1323 als  Longa villa und 1364 als Lankczeil bezeichnet. 1315 wurde Langcile dem Recht der Königsstadt Hradiště unterstellt. Das Pfarrdorf war Teil der Kunowitzer Güter. Während der Hussitenkriege fiel das Dorf wüst.
Im Jahre 1464 wurde der Ort wiederbesiedelt und als Nowa Ves bezeichnet. In der Mitte des 16. Jahrhunderts gehörte das Gut Alena Konická von Schwabenitz, die 1550 ihren Mann Sigmund Held von Kement als Mitbesitzer von Nowa Ves und weiteren Dörfern in der Landtafel eintragen ließ. Dieser verkaufte das Gut 1554 an Arkleb von Kunowitz, der Nowa Ves wieder mit den Kunowitzer Gütern vereinte. Zudem bestand in Nowa Ves ein Freihof, auf dem zwischen 1550 und 1592 Jan Leva von Brozánky saß. Im Jahre 1571 wurde das Dorf als Nowa Wes bezeichnet. Zu dieser Zeit war die Einwohnerschaft zum Protestantismus übergetreten und 1580 ist mit Pavel Kyrmezer der erste lutherische Pfarrer in Nowa Wes belegt. 1592 bestand das Dorf aus 99 Anwesen, eine Dreiviertelhube gehörte den Habanern. 1609 schloss Jan Jetřich d. J. von Kunowitz die Herrschaft Kunovice an Ostroh an. 1617 erbte Jan Bernhard von Kunowitz die Herrschaft von seinem Vater. Wegen der Beteiligung am Ständeaufstand von 1618 wurden Jan Bernhards Besitzungen nach der Schlacht am Weißen Berg von Ferdinand II. konfisziert und er floh nach Siebenbürgen. Am 23. Februar 1623 fielen kaiserliche Truppen in Nowa Wes ein, vertrieben die Habaner und brannten das Habanerhaus nieder. 1625 verkaufte Ferdinand II. die Herrschaft Ostroh-Kunowitz für 30000 rheinländische Gulden an seinen Gefolgsmann Gundaker von Liechtenstein. Die Pfarre erlosch während des Dreißigjährigen Krieges und das Dorf wurde nach Ostroh eingepfarrt. 1663 wurde Nowa Wes von Truppen des Großwesirs Ahmed Kiupril unter Führung der Herzogs von Saarus (Solnohrad), Michael Apaffy, niedergebrannt. Im Jahre 1671 bestand das Dorf aus 96 Anwesen, von den 16 wüst lagen. In den Jahren 1704 und 1705 fielen die Kuruzen in Nowa Wes ein und setzten das Dorf in Brand. 1718 wurde das Dorf als Neudorf bezeichnet. Die katholische Pfarre Ostroh richtete 1751 in Nová Ves eine Expositur ein, die nach dem Kirchenbau 1774 zur Kuratie erhoben wurde. 1752 entstand eine Schule. 1782 wurden in Nová Ves eigene Matriken angelegt. Seit 1836 werden die Grundbücher geführt. Im Jahre 1843 hatte das Dorf 1568 Einwohner und bestand aus 256 Wohnhäusern. Bis zur Mitte des 19. Jahrhunderts blieb Nová Ves immer nach Ostroh untertänig.
Nach der Ablösung der Patrimonialherrschaften bildete Nowa Wes/Neudorf ab 1850 eine Gemeinde in der Bezirkshauptmannschaft Hradisch. Der zum Liechtensteiner Großgrundbesitz Uherský Ostroh gehörige Meierhof Nowa Wes umfasste eine Fläche von 195 ha. Weitere Teile der Fluren des Ortes gehörten zum Meierhof Kunovice. Die Kuratie wurde 1885 zur selbständigen Pfarre erhoben, zu deren Sprengel auch Chylice gehörte. Am 29. Juni 1903 errichtete die Gemeinde auf Initiative von František Botek bei der schwefelhaltigen Quelle nördlich von Nová Ves ein kleines Badehaus. In der ersten Hälfte des 20. Jahrhunderts wurde das Schwefelbad Novoveské sirnaté koupele mehrfach erweitert. Zwischen 1907 und 1929 wanderten 212 Einwohner des Dorfes nach Amerika aus. Seit 1924 führt die Gemeinde den Namen Ostrožská Nová Ves. Am 1. August 1949 wurde Chylice eingemeindet und die Gemeinde dem neuen Okres Veselí nad Moravou zu geordnet. 1955 wurde westlich des Dorfes der Abbau von Kiessand aufgenommen. Nach der Aufhebung des Okres Veselí nad Moravou kam Ostrožská Nová Ves Ende 1960 wieder zum Okres Uherské Hradiště zurück. Die Gemeinde Ostrožská Nová Ves hatte im Jahre 1961 3940 Einwohner. Im Juli 1997 wurde das Dorf von einem Jahrhunderthochwasser heimgesucht.

## Gemeindegliederung
Die Gemeinde Ostrožská Nová Ves besteht aus den Ortsteilen Chylice (Chilitz) und Ostrožská Nová Ves (Neudorf) sowie der Ansiedlung Novoveské Lázně.

## Sehenswürdigkeiten
- Kirche des hl. Wenzel, spätbarocker Bau aus dem Jahre 1770. In den Jahren 1947–1949 wurde der Kirchturm erhöht und das Interieur erneuert.
- Schwefelbad Novoveské Lázně, gegründet 1903
- Gefallenendenkmal, geschaffen von František Bílek
- Padělky, nördlich des Ortes, archäologische Fundstätte von Steinwerkzeugen sowie Mammutstoßzähnen und -knochen aus der Alt- und Kupfersteinzeit
- Denkmal für T.G.Masaryk, geschaffen von Vincenc Makovský
- Naturschutzgebiet Lázeňský mokřad, zwei Sumpfwiesen nördlich und westlich von Novoveské Lázně
- Ostrožská jezera, das auch als Slowakisches Meer bezeichnete 355 ha große Baggerseengelände mit mehreren Inseln und Halbinseln dient als Wasservogelschutz- und Erholungsgebiet. Dazu gehört der direkt am westlichen Ortsrand befindliche Badesee Kámen mit 4,6 ha Wasserfläche.